# Tiémoué Bakayoko
Tiémoué Bakayoko, född 17 augusti 1994, är en fransk fotbollsspelare.

## Karriär
Den 15 juli 2017 värvades Bakayoko av Chelsea, där han skrev på ett femårskontrakt. Den 20 augusti 2017 debuterade Bakayoko i Premier League i en 2–1-vinst över Tottenham Hotspur. Den 14 augusti 2018 lånades Bakayoko ut till Milan på ett låneavtal över säsongen 2018/2019.
Den 31 augusti 2019 lånades Bakayoko ut till AS Monaco på ett låneavtal över säsongen 2019/2020. Den 5 oktober 2020 lånades Bakayoko ut till Napoli på ett låneavtal över säsongen 2020/2021. Den 30 augusti 2021 lånades han på nytt ut till Milan, denna gång på ett tvåårigt låneavtal.
Den 16 juni 2023 bekräftade Chelsea att Bakayoko skulle lämna klubben vid slutet av säsongen.